# ر يوينغ توماسون
ر يوينغ توماسون (بالإنجليزية: R. Ewing Thomason)‏ (و. 1879 – 1973 م) هو سياسي، ومحام، وقاض من الولايات المتحدة الأمريكية ولد في شيلبيفيل.
وهو عضو في الحزب الديمقراطي الأمريكي .